# Dieter Meier
 (septembre 2017).
Si vous disposez d'ouvrages ou d'articles de référence ou si vous connaissez des sites web de qualité traitant du thème abordé ici, merci de compléter l'article en donnant les références utiles à sa vérifiabilité et en les liant à la section « Notes et références ».
Pour les articles homonymes, voir Meier.
Dieter Meier (né le 4 mars 1945 à Zurich) est un artiste et un musicien suisse. Il est avant tout célèbre pour le duo qu'il forme avec Boris Blank dans le groupe de musique électronique Yello. Il est également réalisateur et homme d'affaires.

## Carrière et biographie succincte
Fils de millionnaire, il a été membre de l'équipe nationale suisse de golf et joueur de poker professionnel. 

## Réalisateur

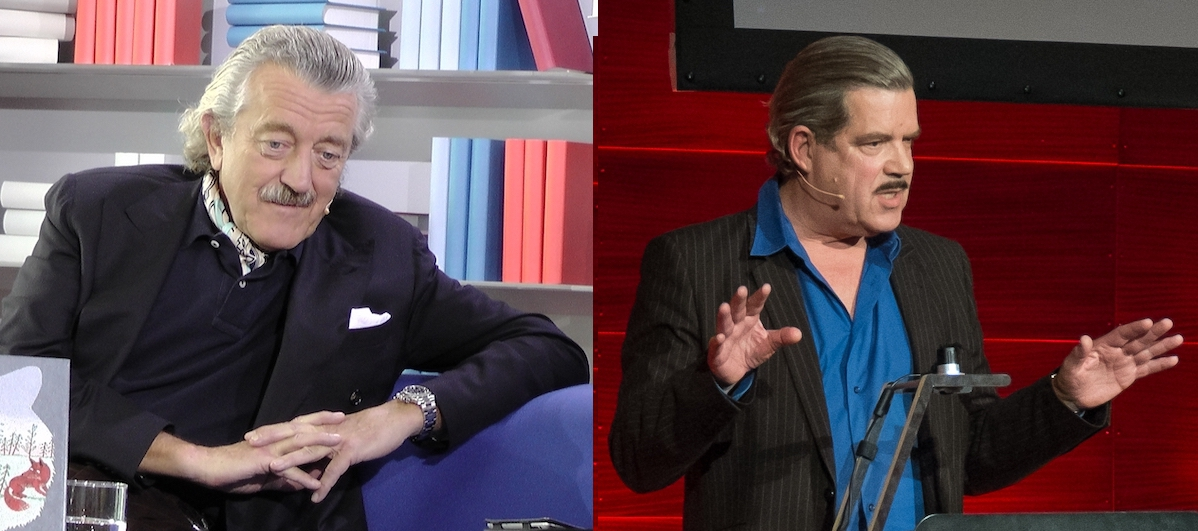
Dieter Meier et Boris Blank.

Meier a réalisé les films Jetzt und Alles (Allemagne, 1981) et The Lightmaker (Allemagne, 2001). Ce dernier film a fait partie de la sélection officielle du Festival international du film de Berlin en 2001. Il a également signé le clip de la chanson Big in Japan du groupe allemand de new wave Alphaville en 1984. Plus tard, il réalisa également la plupart des clips de son groupe, Yello. 

## Musicien
Dès la fin des années 1970, il rejoint le groupe de musique électronique suisse alors composé de Boris Blank et de Carlos Perón. Il deviendra la voix principale des albums du groupe et signera la plupart des textes des chansons, laissant la composition et le travail musical à son compère Boris Blank.
Vers la fin des années 1990, la musique redevint une priorité pour lui, avec la sortie de nouveaux albums de Yello et de leur projet Yello Remaster Serie. Il fut également invité, aux côtés de David Byrne, le chanteur de Talking Heads, à participer à l'album Muzikizum du groupe anglais d'électro X-Press 2. Il écrit les paroles et assura le chant du titre I Want You Back.
Le 11 avril 2014, Dieter Meier sort son premier album solo Out of Chaos. Ce disque est produit par Nackt (Apparat, Warren Suicide) et co-produit par Ben Lauber et Marco Haas, alias T.Raumschmiere.

## Homme d'affaires
Dans les années 1990, la musique fut mise légèrement entre parenthèses dans la vie de Meier, au profit de ses performances artistiques. Il fut par exemple responsable de la création d'écharpes en soie pour une firme suisse de luxe et travailla pour la société ReWATCH, entreprise spécialisée dans le recyclage de cannettes vides sous forme de montre. Deux albums inédits de Yello sortirent néanmoins durant cette période.
Il possède également un magasin à Zurich portant le même nom dans lequel il vend les produits de son ranch, ainsi qu'un restaurant, le Bärengasse. Toujours dans le domaine des affaires, Dieter Meier est également un des investisseurs principaux et l'un des membres du conseil d'administration de la société Euphonix, société de la Silicon Valley spécialisée dans les consoles digitales et les périphériques liés aux techniques du montage audio.

## Note(s)
1. ↑  Le mythique Dieter Meier revient avec Out of Chaos, RTS.
2. ↑   (en) Site d'Euphonix, Interview with Euphonix Investor and Chairman of the Board Dieter Meier, daté de février 2002, consulté le 3 mars 2007.

- (en) Cet article est partiellement ou en totalité issu de l’article de Wikipédia en anglais intitulé « Dieter Meier » (voir la liste des auteurs).